# Цане Здравковски
Цане Здравковски (на македонска литературна норма: Цане Здравковски) е писател, разказвач, романист, литературен критик и драматург от Република Македония.

## Биография
Роден е през 1936 година в битолското село Враневци. Завършва Филологическия факултет на Скопския университет. Доктор на филологическите науки. Работи в Педагогическия институт в Скопие, в битолската гимназия и като педагогически съветник в Педагогическия институт при Министерството за образование в Скопие. Автор е на 40 романа и на многобройни трудове от областта на критиката и есеистиката. Член е на Дружеството на писателите на Македония от 1971 година.
Умира след кратко и тежко боледуване в Битоля в 2010 година.